# パリ条約 (1786年)
パリ条約（パリじょうやく、フランス語: Traité de Paris）は1786年5月21日に締結された、フランス王国とヴュルテンベルク公の間の条約で、モンベリアル伯領の境界を定めた。条約におけるフランス代表はコンラー・アレクサンドル・ジェラール・ド・レーヌヴァルで、ヴュルテンベルク代表はエマニュエル・ド・リーガー（Emmanual de Rieger）だった。

## 背景
1786年時点ではヴュルテンベルク公カール・オイゲンはフランス王国内で9か所の領地を有していた。すなわち、ブルゴーニュ伯領のブラモン、クレルモン、シャトロ、エリクール、グランジュ＝ル＝ブール、クレルヴァール、パッサヴァン、および上アルザスのオルブール＝ヴィールとリクヴィールである。
1748年5月10日にヴェルサイユで締結された条約により、ヴュルテンベルク公はブラモン、クレルモン、シャトロ、エリクールの領主としてフランス王の宗主権を認め、またグランジュ、クレルヴァールとパッサヴァンにおけるフランス王の主権も承認した。

## 内容
第2条により、ヴュルテンベルク公はダンベラン、マルボワン、ヴィラール＝スー＝エコ、ダンピエール＝レ＝ボワ、リューズ、ジェネシェを放棄し、その代わりにフランス王は第3条でセモンダン、エシュナン、エッソワーヴレ、サント＝マリー、デザンダン、アロンジュワを放棄した。
第5条ではフランス王がノメー、ブローニャ、ダンピエールをヴュルテンベルク公に割譲し、ヴュルテンベルク公がシャトノワ＝レー＝フォージュ、ドランを放棄、ボタンへの請求を取り下げることを定めた。
第6条により、ヴュルテンベルク公はそれまで共同統治だったエトゥヴァン、ブータル、ヴジョクール、エシュナンを放棄したが、ヴォージョクールでの財産は保留とした。第7条により、フランス王はそれまで共同統治だったオダンクール、トレモワン、レア、エリクール、シャンペー、クワーゼヴォー、エーブレ、ルーグレ、ダーレを放棄した。
第8条により、ヴュルテンベルク公はアベヴィレ、およびドゥー川左岸のブレティニー、ヴァロンティニエ、ヴィレ・ラ・ボワシエールの一部をフランス王に割譲した。
第9条により、ヴュルテンベルク公はモンデール（Mandeure）の主権をフランス王に割譲した。
第10条により、フランス王はヴュルテンベルク公に下記の領土を割譲した。
- エトボン（英語版）近くに位置し、エリクールの属領にあたるタヴェ（英語版）、ヴィヨン（英語版）、ヴェルランス（英語版）、サント＝ヴァルベール（英語版）、およびレ・レイエール（Les Raillières）と呼ばれる2つの邸宅。
- ドゥー川右岸に位置し、シャトロの属領にあたるロンジェヴェーレ（英語版）。
- ブラモンの属領にあたるセロンクール（英語版）。

第26条により、ロンジェヴェーレ、ルーグレ、セロンクールの教会はシムルタネウムを採用し、クワイヤがカトリック側に帰属し、身廊がプロテスタント側に帰属した。

## その後
1796年8月7日（共和暦4年テルミドール20日）に締結されたフランスとヴュルテンベルクの間の講和条約において、ヴュルテンベルク公はフランス第一共和政（総裁政府）にモンベリアル伯領、エリクール、パッサヴァン、オルブール伯領、リクヴィール、オスタイムなどライン左岸の領地を割譲した。